# Yamaha TW 200
La Yamaha TW 200 è una motocicletta prodotta dalla casa motociclistica giapponese Yamaha Motor a partire dal 1987.
Il nome "TW" è un acronimo che sta per "Trail Way".

## Profilo e descrizione
La moto è dotata di un motore monocilindrico in linea da 196 cm³, raffreddato ad aria e a 4 tempi con distribuzione SOHC a due valvole, abbinato ad un cambio a cinque marce e ad una trasmissione finale a catena.
Nel 2001 è stato effettuato un aggiornamento che ha sostituito l'avviamento a pedale con quello elettrico e il freno a tamburo anteriore con uno a disco.